# Општина Будешти (Марамуреш)
Будешти (рум. Budeşti) општина је у Румунији у округу Марамуреш.
Oпштина се налази на надморској висини од 545 m.